# Kivijärvi (See)

Karte des Kivijärvi, roter Punkt: Lage des Ortes Kivijärvi

Der Kivijärvi (wörtlich „Felsensee“) ist ein See in der finnischen Landschaft Mittelfinnland.
Der See hat eine Fläche von 154 km², eine Länge von 50 km und eine maximale Breite von 10 km.
Er liegt auf einer Höhe von 130,8 m und weist eine maximale Tiefe von 45 m auf.
Das Einzugsgebiet des Sees umfasst 1739 km².
Der See besitzt zwei Abflüsse:
Ein 2,5 km langer Kanal leitet den Großteil des Wassers zum Hilmon-Wasserkraftwerk, das am Vuosjärvi liegt, ab.
Der natürliche Abfluss des Kivijärvi führt über den Pudasjärvi und Hilmonjoki zum Vuosjärvi.
Dieser wird wiederum zum Muuruejärvi und weiter zum Keitele hin entwässert.
Der Kivijärvi liegt somit im Einzugsgebiet des Päijänne und dessen Abflusses Kymijoki.
Der gleichnamige Ort Kivijärvi liegt am Westufer des Sees.
Am Südende des Sees befindet sich der Ort Kannonkoski.
Kinnula liegt etwa 4 km westlich des nördlichen Seeendes.